# 構造線
構造線（こうぞうせん, Tectonic Line）とは、地層群同士または地塊同士の境界、つまり地体構造の境界線を指す、地質学の用語。地層の不連続部分である断層の一種。活動していないものも多数存在するので、活断層とは限らない。
長さ数十km程度の断層ではなく、長く連続したり、途中から地表で観察できなくなってもその先に繋がって延長しているような断層で、特に層群の境界を示す線である。
層群を分けるものが断層ではなく細長い地質帯である場合、構造帯（こうぞうたい, Tectonic Line）と呼ぶ。フォッサマグナは広い視点から見れば構造帯であるが、これを細かく分けることもできる。このように、構造線や構造帯といった表現は、対象範囲の大きさとともにスケールが変わってくる。

## 日本の構造線
日本の主な構造線を挙げる。
- 中央構造線(MTL) - 赤石山脈以西の地域では西南日本内帯と西南日本外帯（領家帯と三波川帯）を隔てる。フォッサマグナ内では、関東山地の北縁で古第三紀以前の地層と新第三紀以降の地層とを隔てる。また、新発田小出構造線より東側の関東では領家帯と三波川帯を隔てる。深部まで明瞭で、日本最大級の構造線。
- 糸魚川静岡構造線(ISTL) - 西南日本とフォッサマグナ西縁を隔てる。
- 飛騨外縁構造線 - 中央構造線とほぼ平行に西南日本を横断し、西南日本内帯とそのさらに北側の構造帯を隔てる。
- 新発田小出構造線 - 新潟県付近において、東北日本とフォッサマグナ東縁を隔てる。
- 柏崎千葉構造線 - 東北日本とフォッサマグナ東縁（新潟県内ではフォッサマグナ内を縦断している）を隔てる。
- 棚倉構造線 - 阿武隈帯と足尾帯を隔てる。
- 畑川構造線 - 阿武隈帯と南部北上帯を隔てる。
- 仏像構造線(BTL) - 西南日本外帯と赤石山地、関東南部において、秩父帯と四万十帯を隔てる。
- 日本国三面構造線 - 足尾帯と朝日帯を隔てる。
- 八王子構造線(HTL) - 関東山地東縁と関東平野西縁を隔てる。南北方向の直線的に延び、中央構造線により北では途切れる。
- 早池峰構造線 - 南部北上帯と北部北上帯を隔てる。
- 男鹿半島-牡鹿半島構造線 [1]
- 敦賀湾－伊勢湾構造線(TITL) - 西南日本外帯を縦断し敦賀湾と伊勢湾を結ぶ線[2]。
- 松山－伊万里構造線[3]
- 臼杵－八代構造線 - 中央構造線から連続する[3]
- 大分－熊本構造線 - 中央構造線から連続する[3]